# Chiesa di San Giorgio (Mandello del Lario)
La chiesa di San Giorgio è una chiesa situata nel comune di Mandello del Lario, facente capo alla parrocchia di Sant'Antonio abate in Crebbio, ed è una delle tre chiese appartenenti alla medesima parrocchia. È stata edificata su un piano che sovrasta il cosiddetto Sasso San Giorgio, lungo il Sentiero del Viandante.

## Storia
Secondo la tradizione, la chiesa venne fatta costruire nel XIII secolo, per volere di un crociato di ritorno dalla Terra Santa. Secondo un'altra leggenda, la chiesa sarebbe sorta sul rifugio di un monaco appartenente all'ordine dei Templari.
Sulla data di costruzione c'è molta incertezza: secondo Goffredo da Bussero, che tenne un elenco delle chiese della pieve, la chiesa nel 1288 non esisteva ancora.
Nel 1570 lo storico Paolo Giovio pubblicò “Larii lacus vulgo Comensis descriptio”, nella quale parlava ampiamente della chiesa di San Giorgio posta a levante di Mandello.
Il 26 marzo 1594 venne stabilito da Nicola Rosaspina che nella chiesa di San Giorgio venisse celebrata almeno una messa a settimana. La famiglia Rosaspina aveva fatto installare nel 1530 una campanella (denominata Nicolaus) sul campanile quadrato della chiesa.
Tra il Seicento e l'Ottocento la chiesa ospitò il sepolcro comune per le frazioni di Maggiana, Lombrino e Crebbio.

## Descrizione
La facciata della chiesa segue l'orientamento dei primi secoli cristiani, quando c'era la cura di fabbricare i templi con l'abside verso est, in modo tale che i fedeli (e prima del Concilio Vaticano II anche il sacerdote) guardassero in direzione dell'oriente dove è nato, vissuto e morto Gesù Cristo.
Non ha mai trovato una spiegazione la presenza di un gradino, posto a metà chiesa, bordato e alto circa 10 centimetri: probabilmente aveva uno scopo liturgico antico oppure serviva, come rialzo, per evitare eventuali allagamenti, dal momento che il sagrato è leggermente in pendenza
La chiesa di San Giorgio, ad aula unica con soffitto a capriate a vista e abside quadrangolare con volta a crociera, deve il suo aspetto attuale a restauri, iniziati in epoca trecentesca, di un edificio che già esisteva nell'XI secolo.
Della primitiva costruzione è conservata un'acquasantiera ornata da un motivo a intreccio geometrico-floreale (molto diffuso nel comasco tra il VI ed l'XI secolo) sul fronte e sui fianchi da un rilievo poco pronunciato raffigurante una croce.
L'interesse principale dell'edificio è dato dai dipinti che ornano le pareti della navata; numerosi sono gli affreschi votivi databili tutti al XV secolo; la Crocifissione del presbiterio è della fine del XV secolo; il ciclo escatologico, secondo alcuni studiosi, mostra legami con la tradizione pittorica Ligure-piemontese, mentre secondo altri è più vicino alla tradizione locale, ed è collocabile agli anni ottanta del Quattrocento.
Oggi, nella chiesa di San Giorgio viene celebrata la festa del patrono, che la Chiesa Cattolica celebra il 23 aprile. Da alcuni anni la Pro Loco di Mandello, in collaborazione con l'associazione culturale "I Amiis del Dialett", si adopera per aiutare la parrocchia di Crebbio nella celebrazione della medesima festa. La stessa Pro Loco è a disposizione per le visite guidate gratuite alla chiesa, nel periodo che va da aprile a ottobre.
Inoltre, la chiesa viene richiesta soprattutto per la celebrazione di alcuni matrimoni religiosi.

## Affreschi
L'apparato decorativo di affreschi copre completamente le pareti, l'arco trionfale e il presbiterio. Le raffigurazioni, in realtà, coprono composizioni precedenti e rispecchiano in pieno la concezione di san Bernardino da Siena: il tema centrale infatti è la Parusìa, ovvero il ritorno di Cristo durante il Giudizio Universale; egli è raffigurato con precise terne di angeli, profeti e santi, raccolti nella parte inferiore da una parte dalla Vergine Maria fra le sante Brigida e Agata, dall'altra dai santi Biagio, Bernardino e  l'arcangelo Michele.
A destra dell'apparizione si può notare la risurrezione degli eletti, i quali, in teorie gerarchiche, entrano in un castello accolti da Maria, Pietro e Paolo. Dalla parte opposta Minosse giudica le pene per i dannati che subiscono il contrappasso dantesco, intorno alla figura di Lucifero, venendo anche infilzati sui rami dell'albero del male. La via per il Paradiso è proposta tramite le opere di carità e misericordia; i vizi capitali, incatenati alla parete opposta, sono distinguibili dai cartigli. 
Sulla parete del presbiterio è raffigurata una scena di Crocifissione, stilisticamente diversa dal resto. Insieme ai dannati sono visibili san Giorgio con l'armatura e san Pietro sullo sfondo di una città turrita, probabilmente Gerusalemme in stile medievale.